# Boy band
Boy band (também grafado como boyband e podendo ser referido pelo termo boygroup) é definido como um grupo vocal constituída por cantores do sexo masculino, geralmente é composta por jovens em sua adolescência ou na faixa etária de vinte anos no momento de sua formação. Este conceito  também pode ser empregado a fim de se denominar cada um dos integrantes de um grupo musical deste tipo. Contudo, apesar de existirem exceções, a maioria dos membros de boy bands não tocam instrumentos musicais, muitos se apresentam através do canto e da dança, gerando performances altamente coreografadas, o que torna o uso do termo errôneo, já que numa tradução livre, boy band significa "banda de garotos".
Algumas boy bands se formam por conta própria, elas podem sair de um coral de igreja ou de grupos de música gospel, mas na maior parte das vezes, sua formação acontece através de empresários ou produtores musicais que realizam audições. Devido a isso e a seu trabalho comercial voltado a uma audiência feminina formada por pré-adolescentes e adolescentes, o termo pode ser usado com conotações negativas pela imprensa musical. Boy bands são semelhantes em conceito a sua contraparte, as girl groups. As boy bands atingiram seu pico de popularidade em três ocasiões: a primeira na década de 1960, com artistas como o Jackson 5, a segunda na década de 1990 e início dos anos 2000, com artistas como os Backstreet Boys, 'N Sync e Westlife, entre outros, que dominaram e alcançaram o topo das paradas tanto pop como da Billboard. E o terceiro no início dos anos 2010, com o surgimento de boy bands como JLS, Big Time Rush, The Wanted e One Direction.
Alguns desses grupos que possuem anos de carreira ou os que retornam após um período de pausa, já mais velhos, acabam recebendo também o nome de "Man band" (banda de homens em inglês).

## História

### Início e primeiros grupos
Datado do final do século XIX, os quartetos de barbearia que se apresentavam "a capella", tornaram-se os primeiros precursores de uma boy band. Eles eram formados geralmente por um grupo de homens e cantavam em quatro partes harmônicas. Sua popularidade foi proeminente na primeira parte do século XX. Um ressurgimento de grupos vocais masculinos ocorreu no fim da década de 1940 a 1950, com o uso do estilo de música doo-wop. Bandas de doo-wop cantavam temas sobre o amor e outros temas utilizados na música pop. O termo boy band surgiu em meados da década de 1980, embora o termo supracitado não fosse utilizado. O grupo vocal New Kids on the Block.

### 1960: Temptations, Jackson 5 e Osmonds

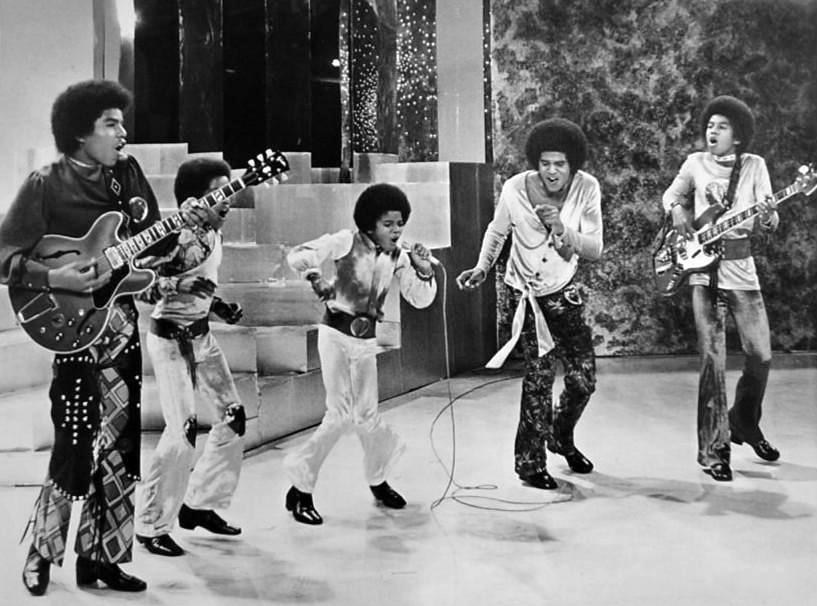
O Jackson 5 criou convenções seguidas por outras boy bands.

Embora o termo boy band esteja associado principalmente a grupos da década de 1990, os primeiros predecessores deste formato eram grupos como os estadunidenses dos Temptations, que foram uma das primeiras boy bands de sucesso, tendo como seu grande single a canção "My Girl", lançada em dezembro de 1964. Além dos Jackson 5 formado por Michael Jackson e seus irmãos e os Osmonds, que também eram uma banda familiar, eles ajudaram a formar um modelo para as boy bands. Os Jackson 5 criaram muitas das convenções musicais que as boy bands vieram a seguir. Por exemplo, sua música influenciada pela Motown, se caracterizou por uma estreita harmonia de soul com ganchos de música pop cativantes, assim como as Supremes. Todos os membros da banda cantavam, o que é uma convenção comum de uma boy band, ao invés de se ter um único integrante a frente e o restante tocando instrumentos; Assim, nenhum membro dominou o palco. No entanto, eles se encaixaram no formato de possuírem tipos de personalidades estereotipadas (Michael Jackson por exemplo era o "fofo" do grupo).

### 1970 – 1980: Menudo, New Edition e New Kids on the Block
Outros antecedentes (além dos já mencionados) existem ao longo da história da música pop. O gênero foi copiado para línguas e culturas diferentes do anglo-americano. A boy band porto riquenha Menudo  formada em 1977, atraiu um público latino-americano jovem. Eles conquistaram grande sucesso especialmente durante a década de 1980, tornando-se o grupo latino-americano mais popular da época. O grupo teve uma convenção única entre as boy bands: quando um membro completava 16 anos, tornava-se muito alto ou sua voz mudasse, eles eram substituídos. O Menudo possuía membros com idades geralmente entre 12 a 17 anos. O sucesso do grupo fez com que vários outros semelhantes fossem criados, em diferentes países, como o argentino Tremendo.
Os Bay City Rollers foram a banda pop escocesa mais popular em meados da década de 1970. Durante um período relativamente breve, porém fervoroso (apelidado de "Rollermania"), eles foram ídolos adolescentes mundiais. No auge de sua popularidade no Reino Unido, foram comparados aos Beatles. Além disso, seus fãs possuíam um estilo próprio de se vestir, cujos elementos principais eram calças tartã até o tornozelo e cachecóis tartã. O grupo utilizava-os como forma de propaganda e promoção.

Nos Estados Unidos, o grupo de power pop, Raspberries, foram interpretados geralmente como um "artista adolescente", embora todos os membros da banda tocassem sua própria música. O vocalista Eric Carmen mais tarde comentou que, "Não era moderno para as pessoas gostarem de nós, porque sua irmã mais nova gostava de nós".

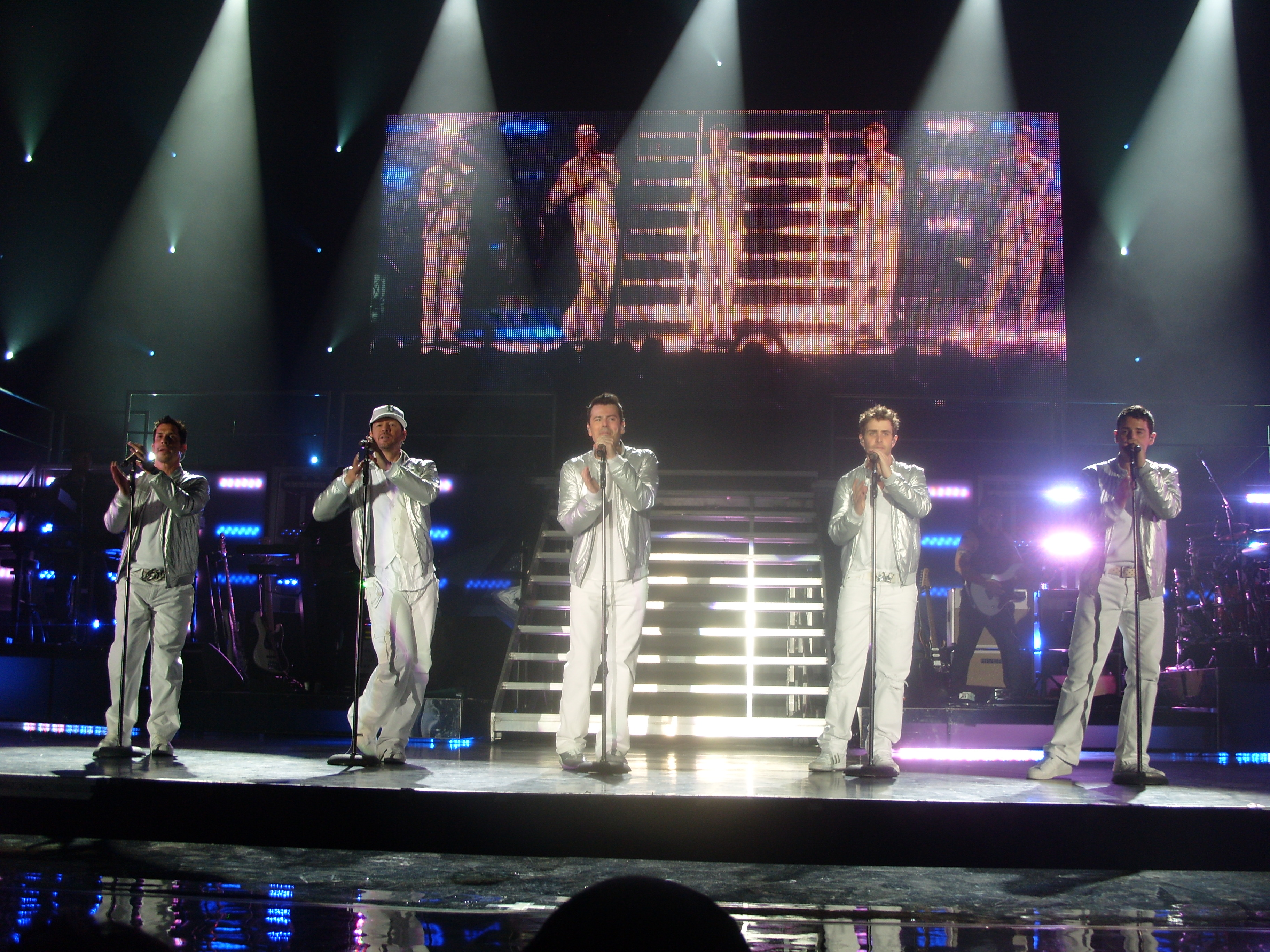
O sucesso do New Kids on the Block, levou a formação de diversas outras boy bands.

Bros (uma abreviação da palavra inglesa "brothers") foi uma boy band britânica, ativa do final da década de 1980 a início da década de 1990, ela foi composta pelos irmãos gêmeos Matt e Luke Goss, juntamente com Craig Logan. Formados em 1986, eles tiveram diversos sucessos no top 10 das paradas musicais entre os anos de 1987 e 1989. Na Grã-Bretanha o Bros também tornou-se a primeira boy band da era moderna a ter um álbum com vendas certificadas com platina múltipla com Push (1988), este álbum ainda é um dos álbuns de boy band mais bem sucedidos do Reino Unido. Outras grandes boy bands britânicas do final dos anos 80 eram o Big Fun e Brother Beyond.
O grupo estadunidense New Edition foi formado em 1978 e atingiu seu auge de popularidade nos anos 80, o que os fez serem frequentemente creditados por iniciar uma tendência de boy bands na década de 1980, embora o termo não existisse ainda. Maurice Starr influenciado pelo New Edition, popularizou e produziu o New Kids on the Block, grupo formado em 1984 que tornou-se uma das primeiras boy bands modernas de sucesso comercial e encontraram em adição, sucesso internacional em 1988. A ideia de Starr era o de utilizar o modelo tradicional do gênero R&B (neste caso, de sua banda adolescente New Edition) e aplicá-lo a um gênero pop.

### 1990: Boyz II Men, Take That, Backstreet Boys, 'N Sync e Westlife
Alguns empresários da Europa logo criaram seus próprios artistas após serem inspirados pelo New Kids on the Block, o processo iniciou-se com Nigel Martin-Smith no Reino Unido que formou o Take That em 1990, seguido por Tom Watkins, que já havia obtido sucesso com o Bros no fim dos anos 80, formando desta vez o East 17 em 1991, que foram comercializados como os rivais do Take That. Este último tornou-se um dos grupos mais bem sucedidos da história da parada britânica. O empresário irlandês Louis Walsh, que testemunhou o impacto destas boy bands britânicas, lançou um anúncio a fim de criar um "Take That irlândes", formando o Boyzone em 1993. Outros grupos como o Let Loose formado em 1993, MN8 e o 911 ambos formados em 1995 e o Damage formado em 1996, foram boy bands que também conquistaram sucesso. No entanto, até o fim da década de 1990, todos esses grupos seguiram seu caminho e se separaram.
Todos os artistas obtiveram muito sucesso nas paradas de singles e álbuns, tanto nacionalmente quanto internacionalmente, contudo, com o surgimento do britpop e a co-opção do indie rock, muitas boy bands foram ridicularizadas pela imprensa britânica que acusou-os de não terem credibilidade artística, embora alguns grupos como o East 17 e o Take That, escrevessem a maior parte de seu material. A atenção da mídia foi então colocada sobre a "Batalha do Britpop", e bandas como Oasis e Blur substituíram a importância e a rivalidade do Take That e do East 17, como as duas novas maiores bandas da Grã-Bretanha. Mais tarde no fim dos anos 90, outras boy bands encontraram sucesso como Five, Another Level, Point Break e Westlife. Em 1995, o empresário alemão, Frank Farian, que já havia empresariado o grupo Boney M e a dupla Milli Vanilli, formou a banda latino-americana No Mercy, que conquistou alguns sucessos em meados dos anos 90, na mesma época, os filhos de Tito Jackson, membro do Jackson 5, formaram o 3T. Eles conquistaram diversos sucessos em toda a Europa, apesar do sucesso limitado nos Estados Unidos seu país de origem, em 1996 eles foram o segundo artista mais vendido na Europa, atrás apenas das Spice Girls.
No Leste Asiático, sob a influência do sucesso de boy bands estadunidenses como o New Kids on the Block, houve o surgimento de seus próprios grupos, a empresa de entretenimento japonesa Johnny & Associates formou o grupo SMAP em 1992. Eles desfrutaram de grande popularidade, tendo vendas de mais de 35 milhões. O grupo também abriu caminho para mais boy bands japonesas como o Arashi. Na Coreia do Sul, o Seo Taiji and Boys também formado em 1992, alcançaram êxito comercial e foram creditados como uma influência aos diversos grupos que surgiriam no país a seguir.

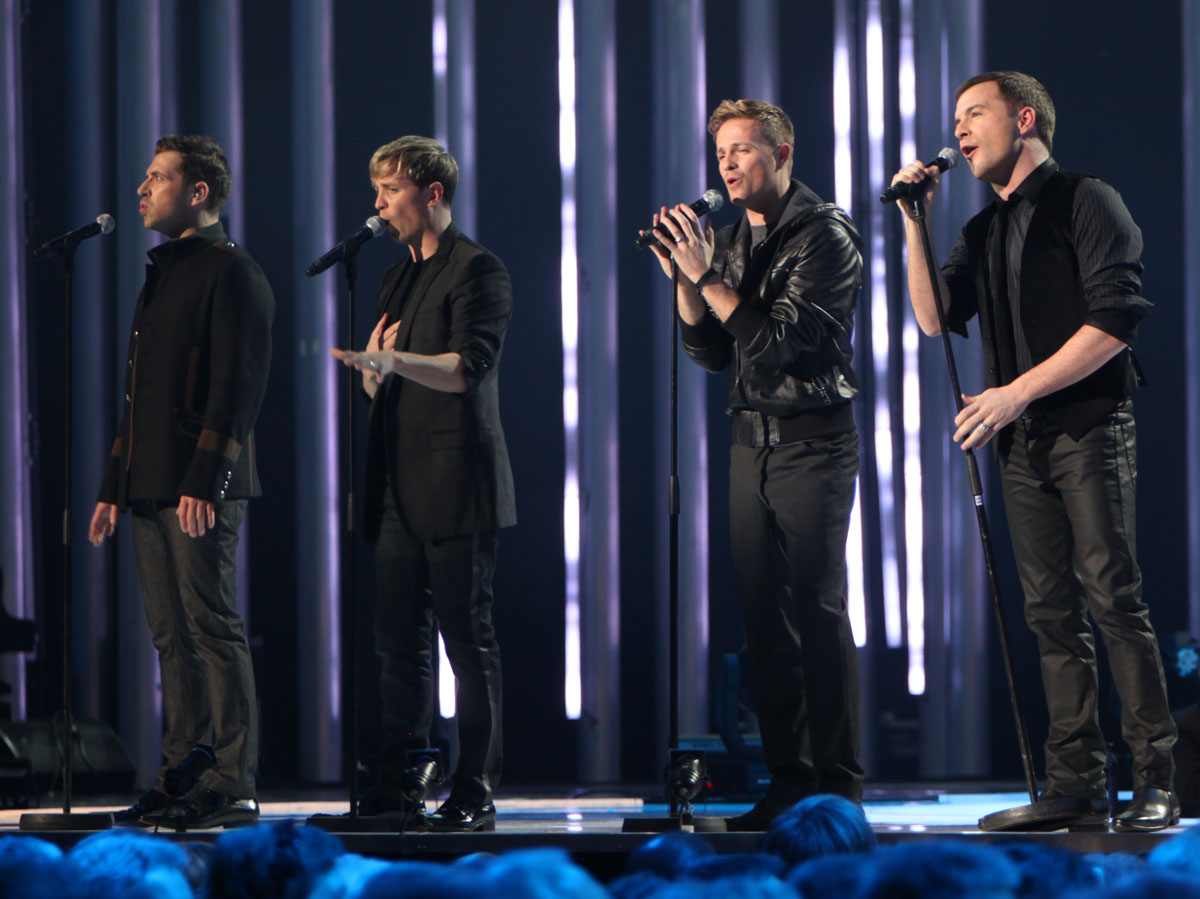
Os Westlife são uma das boy bands mais bem sucedidas do período.

Na América do Norte ainda no início dos anos 90, e com o sucesso do New Kids on the Block e do grupo Color Me Badd também conquistando êxito, as boy bands tornaram-se uma matéria prima contínua das paradas da Billboard. Durante meados dos anos 1990, a maior parte das boy bands proeminentes eram as afro-americanas, elas tinham elementos de R&B e gospel, tais como o grupo All-4-One formados em 1993 e o Boyz II Men formado em 1988. Este último, é a boy band mais bem sucedida da parada Billboard Hot 100 e do Australian Singles Chart. Embora esses grupos tivessem sucesso nas paradas da Billboard, eles não foram comercializados para o público jovem, mas sim para o adulto. Isto aconteceu até o ano de 1997, quando houve uma mudança orientada para grupos pop, com o surgimento dos Backstreet Boys, 98 Degrees, 'N Sync, The Moffatts e Hanson, fazendo com que as boy bands explodissem comercialmente e dominassem o mercado musical dos Estados Unidos. Esta foi a década que marcou o auge da popularidade de boy bands na América do Norte, algo que não havia sido visto até então. O empresário Lou Pearlman, provavelmente foi o empresário de boy band mais bem sucedido dos Estados Unidos, ele formou grupos como Backstreet Boys em 1993, 'N Sync e LFO em 1995, O-Town em 2000 e US5 em 2005. Backstreet Boys e 'N Sync tornaram-se as duas maiores boy bands do fim da década de 1990 até o início dos anos 2000. O Backstreet Boys conquistou ainda vendas de mais de 130 milhões, e nove de seus álbuns figuraram no top 10 da parada Billboard 200, sendo a única boy band a fazê-lo.
No Reino Unido, o produtor Simon Cowell é conhecido por ter gerenciado a boy band britânica Five, que foi formada em 1997 e a boy band irlandesa Westlife, formada em 1998. O Westlife foi criado por Louis Walsh, como um substituto para o Boyzone, tendo sido gerenciado inicialmente por um ex-membro do grupo, Ronan Keating. O grupo ultrapassou o Take That com o maior número de canções número um no Reino Unido. Em 2012, a Official Charts Company revelou os artistas com maiores vendas de singles da história da parada britânica, o Take That alcançou a posição de número 15, Boyzone 29 e o Westlife 34.

### 2000: Backstreet Boys, Westlife e Jonas Brothers

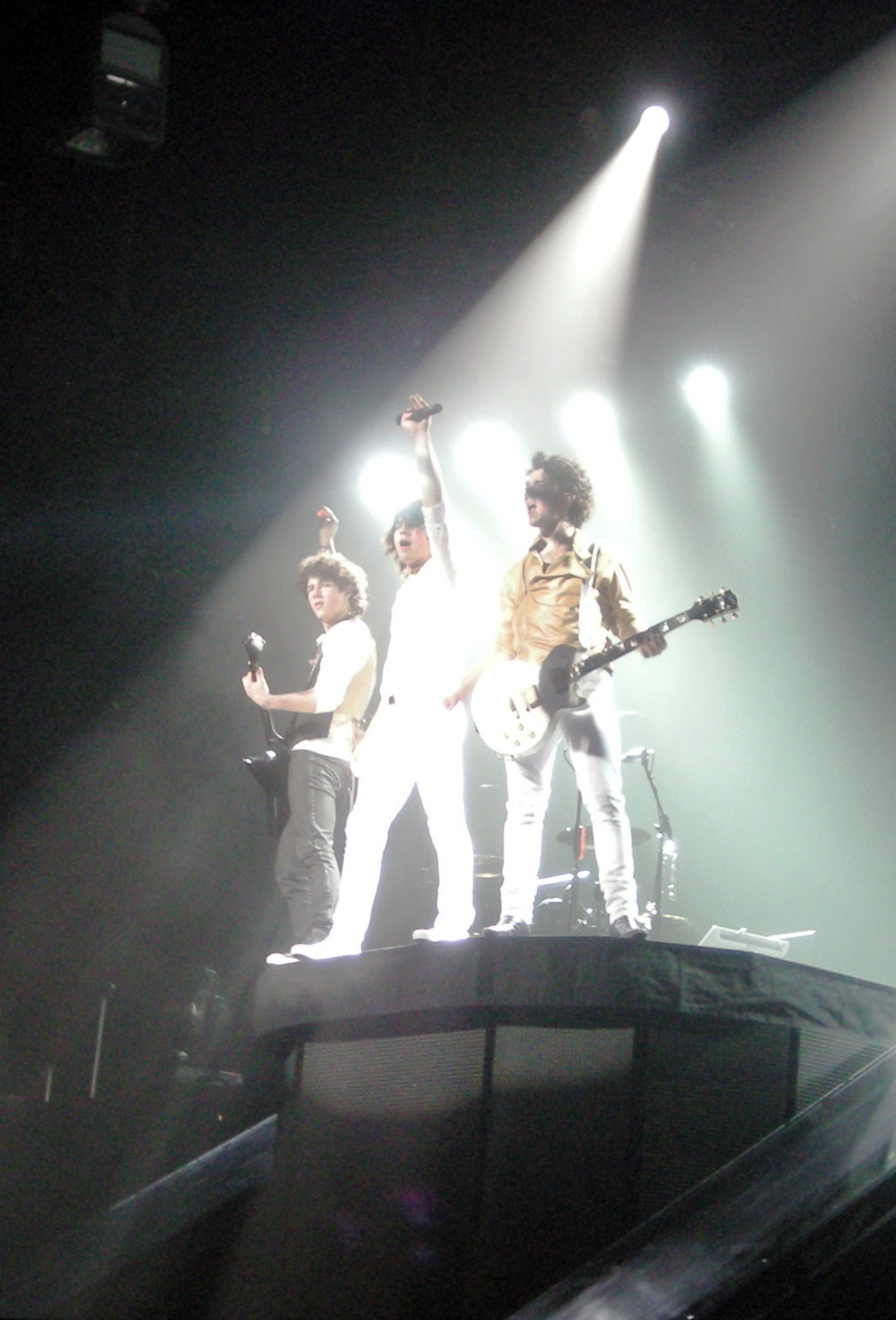
Os Jonas Brothers são descritos como uma boy band pop.

Com a continuação do sucesso de Backstreet Boys e 'N Sync, grupos estadunidenses e britânicos como o 98 Degrees, Dream Street, O-Town, A1, Blue e Busted, ganharam popularidade rápida tanto no mercado interno como internacional. No auge da popularidade das boy bands na América do Norte, a MTV criou uma boy band de paródia, a 2gether. Assim como os Monkees na década de 1960, eles eram artistas fabricados compostos por atores. O 2gether utilizou a ideia de que cada grupo de sucesso deveria ter cinco integrantes com personalidades distintas: o bad boy, o tímido, o caçula, o irmão mais velho e o "destruidor de corações". A partir de 2001, a dominância das boy bands tradicionais nas paradas de música pop começou a desaparecer no hemisfério ocidental, embora Gil Kaufman da MTV, tenha descrito que as novas boy bands estavam mais propensas a se parecerem com bandas de rock, como o My Chemical Romance, Sum 41 e Simple Plan.
Na Ásia, diversos grupos foram adquirindo popularidade, a boy band taiwanesa F4 (chamada de JVKV desde o ano de 2007), obteve grande êxito comercial devido o sucesso de seu drama para a TV, Meteor Garden. Com o seu sucesso, outras boy bands taiwanesas surgiram como o 5566 e o Fahrenheit. Na Coreia do Sul, o grupo Shinhwa formado em 1998, adquiriu grande popularidade nos anos subsequentes e espalhou a chamada onda hallyu por diversos países Asiáticos. No Japão, ainda no ano de 2001, uma nova boy band chamada Exile estreou sob a Rhythm Zone, subsidiária do conglomerado japonês Avex Group. Outro grupo de destaque é o Arashi, que vendeu mais de 30 milhões desde o seu lançamento em 1999, obtendo a colocação de single mais vendido no Japão nos anos de 2008 e 2009.
Na América do Norte, os Jonas Brothers chegaram a fama através da Disney Channel em 2008, onde passaram a estrelar filmes e uma série de televisão. Outras boy bands como o JLS e Mindless Behavior também surgiram e experimentaram um sucesso notável durante o período. No entanto, as boy bands não viram mais a expansão comercial experimentada entre meados dos anos 90 e o fim da década na América do Norte.

### 2010: Big Time Rush, One Direction, NKOTBSB, The Wanted e retorno deBoy bandsdos anos 90 e início de 2000

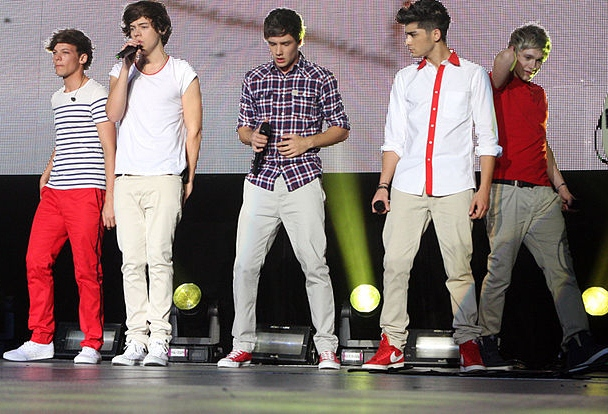
One Direction alcançou o sucesso em 2011.

A partir de 2010, as boy bands ainda continuaram sendo populares, especialmente no Reino Unido e no restante da Europa, devido à presença comercial e a longevidade de boy bands dos anos 90 como Backstreet Boys e Westlife (antes de se dissolverem em 2012) e o retorno bem sucedido do Take That em 2005, Boyzone em 2007 e New Kids on the Block em 2008. Algumas partes da imprensa se referiram a esses artistas, particularmente os que se reformularam depois de uma separação prévia, como Take That, Boyzone e 98 Degrees, como "bandas de homens".
No início de 2010, houve o ressurgimento de uma ligeira popularidade de boy bands em países onde essa tendência não era mantida. Este fato se deu com o surgimento de novas boy bands como o Big Time Rush, formados em 2009 após uma série de televisão homônima, The Wanted, formados em 2010 por Jayne Collins responsável pela criação das girl groups britânicas Saturdays e Parade, além de One Direction, formados em 2010 durante o programa The X Factor. Adicionalmente, houve a formação do supergrupo NKOTBSB, formado pelos membros do New Kids on the Block e Backstreet Boys. O sucesso do NKOTBSB inspirou o retorno de boy bands que foram muito populares durante as décadas de 1990 e 2000, como A1, Blue, 98 Degrees, Five, 911 e O-Town.

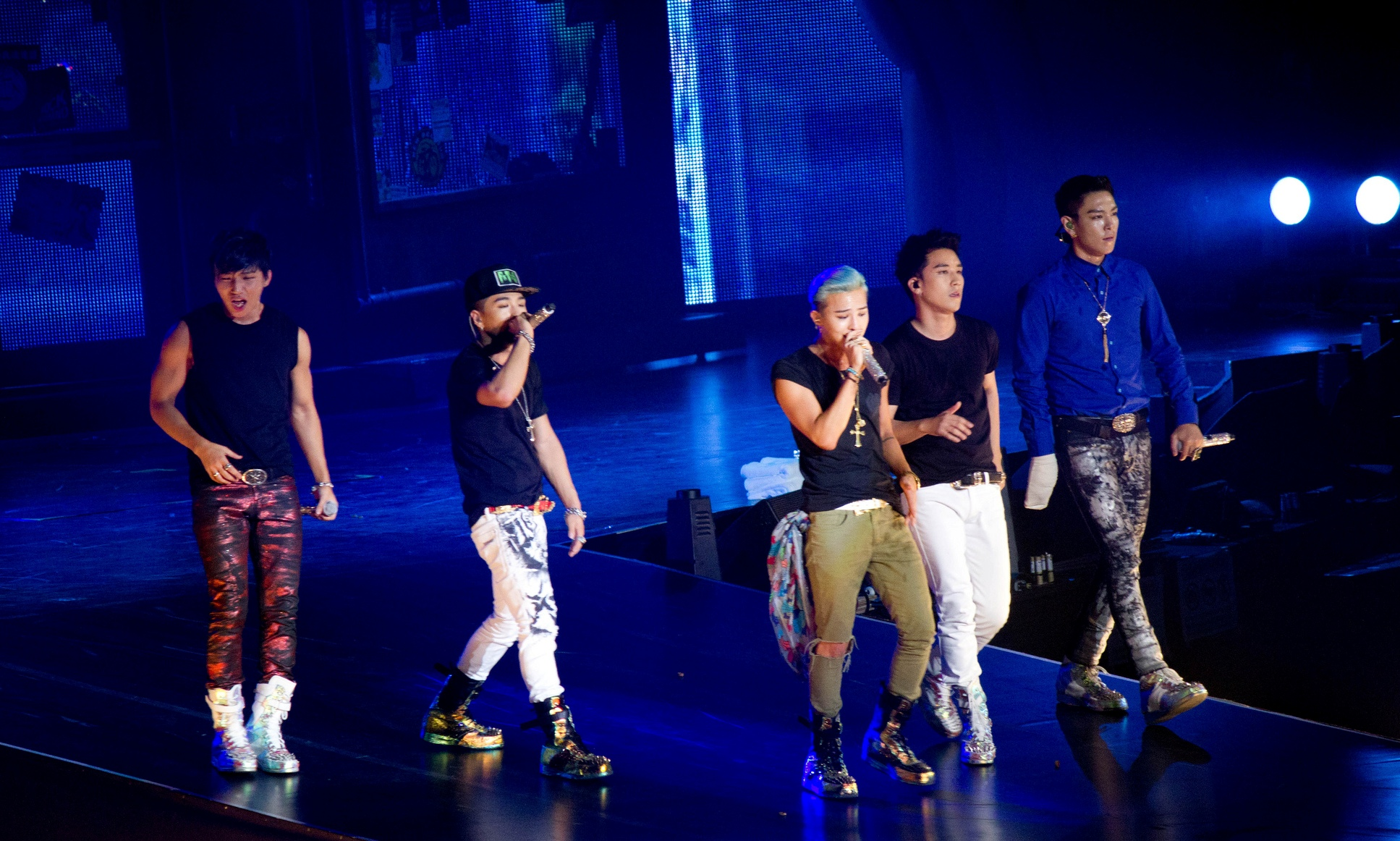
O Big Bang tornou-se uma das boy bands mais vendidas do mundo.

No sudeste asiático, as boy bands locais também surgiram, mas como resultado do sucesso contínuo e popularidade de grupos japoneses e coreanos. Na Indonésia, o grupo SM*SH conquistou um sucesso proeminente no mercado interno. Nas Filipinas, uma significativa boy band foi formada através do Pinoy Boyband Superstar realizado em 2016. O grupo recebeu o nome de Boyband PH e foram gerenciados pela Star Magic.
Na Coreia do Sul, as boy bands também obtiveram grandes êxitos comerciais, na parada da Gaon correspondente ao fim do ano de 2016, nove grupos posicionaram-se em seu top 10 e dezessete em seu top 20, relacionado a vendagens no país, o que incluiu suas subunidades e vendas de seus membros como solistas. Diversos grupos ao longo da década foram os responsáveis por ajudar na expansão e popularização da chamada onda hallyu para além da Ásia, como TVXQ, Super Junior, SS501, 2PM, SHINee, MBLAQ, Beast, Exo, e Big Bang. Este último formado em 2006 pela YG Entertainment, tornou-se a boy band mais vendida do mundo ao alcançar vendas de 140 milhões. Na atualidade, o BTS desponta como o grupo mais popular do k-pop, atingindo marcas inéditas para o gênero no mercado ocidental, como três álbuns em primeiro lugar no Billboard 200 em menos de um ano (feito anteriormente realizado apenas pelos Beatles) e o álbum mais vendido da história da música sul-coreana, bem como o mais vendido do ano de 2019. No Japão, o Arashi continua a ser muito bem sucedido, tendo sido o artista mais vendido em 2016 e com o álbum mais vendido dos anos de 2015 e 2016. Outros grupos bem sucedidos do período incluem boy bands como Sandaime J Soul Brothers e Kanjani Eight.

## Boy bandsdo Brasil e Portugal

### Brasil
Inspirados pelo sucesso e desempenho comercial dos grupos estrangeiros, diversas boy bands foram criadas no Brasil a partir dos anos oitenta, sobretudo com o êxito do porto-riquenho Menudo. Grupos como Ciclone, que contou com seu single inserido em trilha sonora de telenovela da Rede Globo e a banda Bom Bom, que lançou um compacto em dezembro de 1983, foram alguns dos lançamentos do início da década. Entretanto, nenhum deles obteve o êxito do grupo Dominó, que surgiu em 1984, quando o apresentador Augusto Liberato através de sua empresa de gerenciamento de artistas, a Promoart, resolveu criar um grupo brasileiro inspirado no Menudo. Testes para a sua formação foram realizados, que resultou na admissão de quatro integrantes. O grupo adquiriu intensa popularidade até o fim dos anos oitenta, quando sua formação original foi sendo desfeita. Ao longo dos anos, outras formações ocorreram no grupo, que possuiu integrantes de destaque como o apresentador e ator Rodrigo Faro e o ator Rodrigo Phavanello. Seguindo o sucesso do Dominó, em 1989, a Promoart lançou a banda Polegar, que conquistou popularidade entre o fim da década de oitenta e o início da década de noventa. Ainda em 1989, boy bands foram formadas através dos assistentes de palco das apresentadoras de programas infantis, como os Paquitos do Programa Xou da Xuxa, que lançou seu único álbum de estúdio em 1990, encerrando suas atividades em 1992 e os Angélicos do Clube da Criança, que lançou canções sem álbum durante a década de noventa.
Durante a próxima década, mais boy bands foram sendo formadas ou passaram a adquirir popularidade, como o You Can Dance, que  gravou seu primeiro álbum de estúdio em 1995, mesmo ano que passou a integrar o programa Xuxa Hits e posteriormente o Planeta Xuxa, ambos de Xuxa Meneghel, permanecendo neste último até o início da década de 2000. No período também foram formados os grupos Comando em 1995 e Boomerang em 1997, ambos gerenciado pela Promoart e o 6L6 em 1999, que obteve um single como parte de trilha sonora de telenovela da Rede Globo. Contudo, nenhum destes grupos permaneceu ativo por muito tempo. No fim dos anos noventa e início dos anos 2000, houve uma intensa formação de boy bands brasileiras, impulsionado pelo êxito de grupos estrangeiros como o Backstreet Boys, N*Sync, Westlife, entre outros.
Em 1999, os filhos do músico e empresário musical Franco Scornavacca assinaram contrato com a Sony Music, fundando o trio KLB, que lançou seu primeiro álbum de estúdio em 2000, tornando-se um fenômeno de vendas nacional. Em 2000, o grupo Twister também lança seu primeiro álbum de estúdio e após a divulgação de mais dois álbuns, encerra suas atividades três anos depois. Em 2001, o grupo G.E.M (Garotos em Movimento) formado em 1999, lançou seu único álbum de estúdio pela Som Livre. Anos após sua formação, ex-integrantes formaram um novo grupo chamado The Six. Em 2003, foi exibido pelo SBT a 2ª temporada do programa Popstars, que visava a formação de um grupo masculino, 34 mil inscrições foram recebidas, mais tarde o grupo Br'oz foi formado, sendo composto de cinco integrantes e após o lançamento de dois álbuns de estúdio, realizou sua primeira pausa em 2005. Além destes grupos, outros nomes surgiram no cenário musical brasileiro como o V.I.B.E, a banda B5, que lançou seu primeiro álbum de estúdio em 2002 e obteve um single como trilha sonora da 12ª temporada da série Malhação, encerrando suas atividades em 2009. Além deles, houve o lançamento de bandas como Restart e Cine, que adquiriram intensa popularidade em meados dos anos 2000 até os primeiros anos da década de 2010 e popularizaram durante o período o termo banda colorida.
A partir de 2010, outros grupos adquiriram destaque. Em 2013, a banda Fly foi lançada e mais tarde fez parte da trilha sonora da 23ª temporada de Malhação, no mesmo ano, o quarteto P9 realizou sua estreia, tendo como mentor Jason Herbert, ex-integrante da boy band britânica Big Fun. O P9 contou com lançamentos em língua inglesa, visando projeção internacional. Em seus anos de atividade, obteve seus dois primeiros singles, adicionados a trilhas sonoras de telenovelas da Rede Globo e encerrou suas atividades em 2015. No mesmo período, o grupo Tróia lançou seu álbum de estreia e em 2016, tornou-se uma das bandas participantes da 3ª temporada do programa Superstar da Rede Globo.

### Portugal
O início da popularidade de boy bands nacionais em Portugal ocorreu durante a década de noventa, em 1997; com o objetivo de criação de um grupo com as características das boy bands internacionais do período, formou-se o quinteto Excesso. No mesmo ano, o grupo lançou seu single de estreia, que obteve êxito comercial e popularidade, lançando-o ao estrelato. Mais tarde, iniciou-se a saída de seus integrantes, bem como a diminuição de popularidade, culminando no encerramento de suas atividades no início dos anos 2000. Em 1998, foi formado o grupo D'Arrasar com cinco integrantes, que também obteve popularidade no cenário musical português. Após o lançamento de três álbuns de estúdio, o grupo decidiu realizar uma pausa, não retornado mais as atividades do grupo. Em 2004, durante a exibição da 2ª temporada da série Morangos com Açucar da TVI, foi introduzido o grupo D'ZRT, formado por quatro atores da produção. Seu primeiro single de 2004, foi seguido pelo lançamento de três álbuns de estúdio nos anos seguintes, que obtiveram certificações múltiplas de platina pela AFP. O grupo manteve-se ativo até o ano de 2010.

## Fatores chave do conceito

### Imagem
A imagem de um grupo é considerada algo tão importante quanto o seu sucesso comercial, ela é cuidadosamente controlada e gerenciada por todos os aspectos, desde vestuário, materiais promocionais (que são frequentemente fornecidos a revistas adolescentes) e os vídeos musicais. O fator chave de uma boy band é ser moderno. Isto significa que seus membros devem estar em conformidade com as mais recentes tendências de moda e música da cena da música popular. Normalmente, cada membro do grupo terá algum recurso distinto e será retratado como tendo um estereótipo de personalidade em particular, como o "bebê", o "bad boy" ou o "tímido". Gerenciar o retrato de músicos populares é uma prática tão antiga como a música popular, classificar membros de banda, é uma característica definidora de boy bands e girl groups.
Na maioria dos casos, sua música é escrita, arranjada e produzida por um produtor que trabalha com a banda em todos os momentos e controla o som do grupo – e se necessário, pode-se contratar cantores de sessão, a fim de se gravar os vocais guia para cada membro cantar individualmente, caso os membros não puderem se harmonizar bem vocalmente juntos. No entanto, para a clareza de cada voz, grava-las individualmente é mais comum na maioria dos grupos vocais modernos. Nos últimos anos, o auto-tune tornou-se uma ferramenta popular para boy bands que são incapazes de cantar em um alto padrão. Algumas delas tem recebido criticas por esta questão do uso do auto-tune. Algumas também tem sido criticadas pela sincronia labial em suas apresentações, como por exemplo, o New Kids on the Block.

### Composição das canções
Uma apresentação típica de uma boy band se caracteriza pela apresentação de dança elaboradamente coreografada, com os membros se revezando entre cantar e/ou fazer rap. Geralmente, eles não compõem ou produzem seu próprio material, a menos que se apresentem o suficiente para o controle criativo. Contudo, alguns foram formados em torno do talento de um compositor dentro do grupo, como Gary Barlow do Take That ou Tony Mortimer do East 17. Não é incomum encontrar canções extras em um álbum escrito por um ou mais membros de uma boy band; Entretanto, seus produtores raramente usam estas canções como singles.
Desde a entrada no século XXI, no entanto, pressupõem-se que as boy bands deveriam escrever ou, pelo menos, contribuir liricamente em alguma parte das canções. Além dos grupos mencionados acima, quase todos tiveram pelo menos um compositor principal desde o seu início. No final dos anos noventa, membros do Backstreet Boys que anteriormente utilizavam-se de canções compostas por escritores como Max Martin durante seus primeiros álbuns, passaram a escrever suas próprias canções. Grupos mais recentes do final dos anos 2000, como o JLS, relataram em suas primeira entrevistas, que escreviam suas próprias canções e mantinham a sua própria imagem, pois esta é uma parte importante do marketing. Algumas bandas como The Wanted tem passado seu tempo a aprender o ofício da composição. Membros do BTS chegam a participar do processo de composição de todas as músicas lançadas pelo grupo.

### Membros fora dasBoy bands
Os membros dos grupos também podem continuar a alcançar um sucesso ainda maior como um solista, saindo de uma boy band que foi usada para a construção de popularidade. Geralmente isso sinaliza o fim do grupo até possíveis encontros futuros. Exemplos disso incluem Michael Jackson do Jackson 5, Donny Osmond do Osmonds, Ricky Martin do Menudo, Justin Timberlake do 'N Sync e Ronan Keating do Boyzone. Às vezes, o artista solo de maior sucesso de um grupo não é o seu membro mais popular, como no caso do Robbie Williams em oposição ao cantor principal Gary Barlow do Take That. Alguns membros de boy bands, passaram para carreiras de sucesso em outros tipos de mídia, como Michael Dolenz do Monkees, que tornou-se um produtor de televisão bem sucedido, trabalhando para franquias da ITV, como a LWT e Television South.

## Boy bandscom mais vendas
As boy bands continuam sendo em geral bem-sucedidas, com algumas mais notáveis conseguindo vender milhões de registros, colocando-as entre os artistas mais vendidos do mundo. As boy bands com mais vendas no mundo são:
| Número | Nome                  | País de origem | Vendas totais | Gênero     | Álbuns de estúdio | Membros       | Período em atividade                 |
| ------ | --------------------- | -------------- | ------------- | ---------- | ----------------- | ------------- | ------------------------------------ |
| 1      | The Beatles           | Reino Unido    | 600 milhões   | Pop / Rock | 13                | 5→ 4          | 1960–1970, 1994(11 anos)             |
| 2      | Big Bang              | Coreia do Sul  | 140 milhões+  | Kpop       | 7                 | 5→ 4          | 2006–presente (15 anos)              |
| 3      | Backstreet Boys       | Estados Unidos | 130 milhões+  | Pop        | 9                 | 5 → 4 → 5     | 1993–presente (28 anos)              |
| 4      | Jackson 5             | Estados Unidos | 100 milhões+  | Pop/R&B    | 18                | 5 → 6 → 4     | 1964–1990, 2001, 2012–2013 (29 anos) |
| 5      | New Kids on the Block | Estados Unidos | 80 milhões+   | Pop        | 6                 | 5 → 4 → 5     | 1984–1994, 2008–presente (23 anos)   |
| 6      | The Osmonds           | Estados Unidos | 77 milhões    | Pop        | 22                | 7             | 1958–1980 (22 anos)                  |
| 7      | One Direction         | Reino Unido    | 75 milhões+   | Pop        | 16                | 5             | 2010–2016 (6 anos)                   |
| 8      | Menudo                | Porto Rico     | 60 milhões+   | Pop latino | 44                | 5             | 1977–1997, 2007-2009 (22 anos)       |
| 9      | Black And Boys        | Reino Unido    | 58 milhões+   | Pop        | 4                 | 5 → 4         | 2010–2016 (6 anos)                   |
| 10     | 'N Sync               | Estados Unidos | 55 millhões+  | Pop        | 4                 | 5             | 1995–2002 (7 anos)                   |
| 11     | Westlife              | Irlanda        | 50 milhões+   | Pop        | 10                | 5 → 4         | 1998–2012 (14 anos)                  |
| 12     | Take That             | Reino Unido    | 45 milhões+   | Pop        | 8                 | 5 → 4 → 5 → 3 | 1990-1996 2005-presente (18 anos)    |